# Ephedra vvedenskyi
Ephedra vvedenskyi là một loài thực vật hạt trần trong họ Ephedraceae. Loài này được Pachom. mô tả khoa học đầu tiên năm 1968.